# Europeiska flaggan
Europeiska flaggan, även känd som EU-flaggan eller det europeiska emblemet, är en flagga med en cirkel av tolv gula stjärnor på blå botten. Cirkeln av stjärnor symboliserar solidaritet och harmoni mellan Europas folk, medan flaggan i sin helhet symboliserar Europas enhet och identitet. Den används vanligtvis som en symbol för europeisk integration.
Flaggan är numera främst förknippad med Europeiska unionen och dess föregångare Europeiska gemenskaperna, som antog flaggan som sin i mitten av 1980-talet. Flaggan används frekvent av unionens institutioner, särskilt Europaparlamentet och Europeiska kommissionen. Flaggan togs dock ursprungligen fram av Europarådet, en separat internationell organisation med 46 medlemsstater, som alltjämt använder den som en av sina symboler. Europarådet har uppmanat andra europeiska organisationer och institutioner som verkar för europeiskt samarbete att använda europeiska flaggan som en gemensam symbol för ett enat Europa.
Utöver Europarådet och unionens institutioner är det vanligt att flaggan används av lokala, regionala och nationella myndigheter vid sidan av lokala, regionala och nationella flaggor. Användandet varierar dock i hög grad mellan medlemsstaterna; i vissa är europeiska flaggan intagen som en del av den nationella flaggordningen, medan det i andra medlemsstater är mer sällsynt att flaggan används offentligt. Flaggan används också i vissa sportsammanhang samt av pro-europeiska demokratirörelser i till exempel Georgien, Moldavien och Ukraina.

## Historia

### Europarådets flagga

Europarådets flagga från 1953, med ljusare färger och fler stjärnor.

Sökandet efter en europeisk flagga inleddes i början av 1950-talet när en expertkommitté tillsattes av Europarådet för att ta fram ett förslag. Mer än hundra olika förslag till flagga behandlades.
Bland förslagen som diskuterades återfanns bland annat Richard von Coudenhove-Kalergis flagga för Paneuropeiska unionen, som von Coudenhove-Kalergis egen organisation Europeiska parlamentariska unionen nyligen hade antagit som sin flagga. Flaggan bestod av ett blått fält med ett rött kors inuti en orange cirkel. Korset var, enligt von Coudenhove-Kalergi, tänkt att symbolisera Europas moraliska enhet, men förslaget möttes av motstånd från Turkiet, en av Europarådets medlemsstater, på grund av korsets koppling till kristendomen. Andra förslag innefattade flaggan för Europeiska rörelsen som bestod av ett stort grönt E på en vit botten och en annan flagga med ett motiv som liknade OS-ringarna.
Den tillsatta expertkommittén korade till slut två olika huvudförslag. Det första förslaget, som hade tagits fram av Salvador de Madariaga, grundare av College of Europe, bestod av en konstellation av stjärnor på blå botten. Stjärnorna var positionerade enligt de europeiska huvudstädernas placeringar på en karta, med en extra stor stjärna för Strasbourg, Europarådets säte. Det andra förslaget hade tagits fram av Arsène Heitz, som arbetade vid Europarådets postenhet. Förslaget liknade de Madariagas förslag, men med femton stjärnor placerade i en cirkel. Europarådets parlamentariska församling beslutade sig för att förorda det sistnämnda förslaget. I samband med att Europarådets ministerkommitté, organisationens beslutande organ, bearbetade förslaget minskades dock antalet stjärnor ner från femton till tolv, dels som en symbol för fulländning, helhet och enhet, dels för att undvika kopplingar till antalet medlemsstater eftersom detta skulle komma att ändras med tiden. Den 25 oktober 1955 beslutade den parlamentariska församlingen med enhällighet att ställa sig bakom det modifierade förslaget, och Paul M. G. Lévy gavs i uppdrag att färdigställa den exakta utformningen av den nya flaggan. Europeiska flaggan antogs slutligen av ministerkommittén den 9 december 1955, och den officiella versionen presenterades vid Château de la Muette, Frankrike, den 13 december 1955.

### Europeiska gemenskaperna

Europeiska kol- och stålgemenskapens flagga, som halades för gott i juli 2002.

Europaparlamentets egen flagga, som användes 1973–1983.

Efter att europeiska flaggan hade antagits började Europarådet att trycka på andra europeiska organisationer att anta den som en gemensam symbol för ett enat Europa. Europeiska kol- och stålgemenskapen hade redan antagit en egen flagga bestående av sex stjärnor, en för varje medlemsstat inom gemenskapen, på en botten av blått och svart. 1973 började även Europaparlamentet att använda sig av en egen flagga, men den antogs aldrig formellt. Istället tog parlamentet initiativ till att hitta en gemensam flagga för Europeiska gemenskaperna. Strax efter det första Europaparlamentsvalet 1979 lade parlamentet fram ett utkast till resolution i frågan. Den 11 april 1983 antog parlamentet resolutionen, som uppmanade gemenskaperna att börja använda sig av europeiska flaggan, det vill säga samma flagga som Europarådet redan hade antagit.
I juni 1984 framhöll Europeiska rådet vikten av att stärka den europeiska framtoningen och identiteten för medborgarna. Följande år, vid sitt sammanträde i Milano den 29 juni 1985, ställde sig Europeiska rådet bakom att anta flaggan som en symbol för Europeiska gemenskaperna. Efter Europarådets tillåtelse kunde Europeiska rådet formellt anta europeiska flaggan den 26 maj 1986. Europeiska flaggan hissades för första gången utanför Berlaymontbyggnaden i Bryssel, Belgien, den 29 maj 1986.

### Symbol för Europeiska unionen
Efter bildandet av Europeiska unionen den 1 november 1993 blev europeiska flaggan även en symbol för unionen. Den saknade dock fortfarande ett formellt erkännande som en officiell symbol för unionen i dess fördrag. I förslaget till Europeiska konstitutionen inkluderades flaggan som en av fem officiella symboler för unionen. Förslaget till konstitution avslogs dock i folkomröstningar i Frankrike och Nederländerna under 2005 och kunde därför aldrig träda i kraft.
I det omarbetade förslaget till fördrag, Lissabonfördraget, togs alla referenser till symbolerna bort med hänvisning till att de ansågs ge unionen alltför statsliknande drag. Istället valde 16 medlemsstater – nästan samtliga sådana som tidigare hade ratificerat förslaget till konstitution – att foga en icke-bindande förklaring till Lissabonfördraget där de förklarade att de fem symbolerna ”även i fortsättningen för dem kommer att vara symboler för medborgarnas gemensamma tillhörighet till Europeiska unionen och deras anknytning till denna”. Av de ursprungliga grundarstaterna var det endast Frankrike och Nederländerna, där förslaget till konstitution hade avslagits, som valde att inte ställa sig bakom förklaringen. I oktober 2017 valde dock Frankrikes nyvalda pro-europeiska president Emmanuel Macron att ansluta Frankrike till förklaringen av symboliska skäl.
Som svar på borttagandet av alla referenser till unionens symboler i Lissabonfördraget valde Europaparlamentet, på initiativ av Europaparlamentarikern Jo Leinen, att i oktober 2008 på egen hand erkänna symbolerna genom en ändring i parlamentets arbetsordning. Genom ändringen blev det obligatoriskt att hissa europeiska flaggan i alla parlamentets lokaler och vid samtliga officiella arrangemang.
I april 2004 togs flaggan upp i rymden av ESA-astronauten André Kuipers till Internationella rymdstationen (ISS) för första gången.

## Utformning

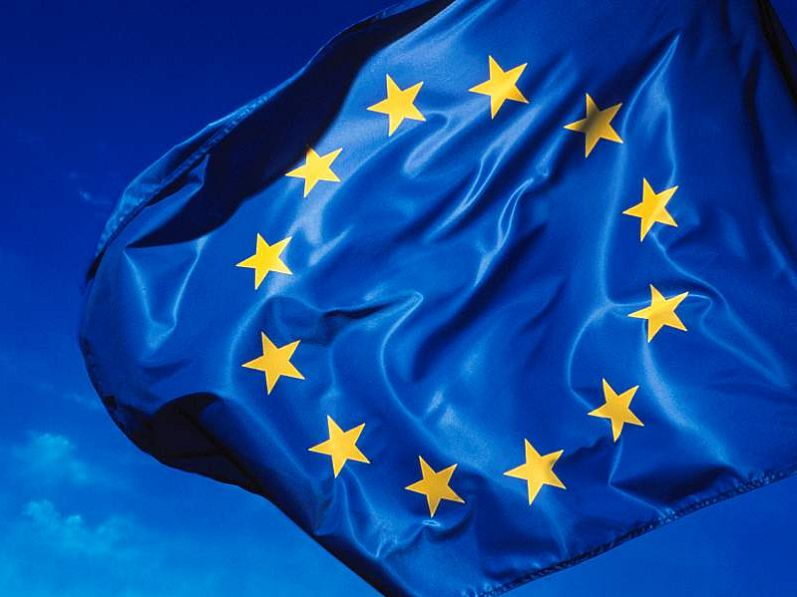
Europeiska flaggan

Europeiska flaggan består av en cirkel av tolv gula, femuddiga stjärnor på blå botten. Stjärnorna är placerade med en spets vardera riktad uppåt och med ett tillräckligt stort inbördes avstånd så att de inte berör varandra.
Utformningen av europeiska flaggan fastställdes ursprungligen av Europarådet 1955. Under 1996 offentliggjorde Europarådet och Europeiska kommissionen en gemensam grafisk manual för utformningen av flaggan. Manualen innehåller en symbolisk, en heraldisk och en geometrisk beskrivning av flaggan. Den fastställer också de officiella färgerna och flaggans proportioner.

### Symbolisk och heraldisk beskrivning
Den symboliska beskrivningen återger tanken bakom flaggans utformning:
| ”                                             | Mot en himmelsblå bakgrund formar tolv guldfärgade stjärnor en cirkel, som symboliserar de europeiska folkens gemenskap. Antalet stjärnor är konstant, eftersom tolv är en symbol för fulländning och enighet. | „ |
| – Symbolisk beskrivning av europeiska flaggan | |   |

Den heraldiska beskrivningen återger istället flaggans utformning på ett sådant sätt att den i stort sett ska kunna återskapas enbart utifrån denna beskrivning:
| ”                                             | På ett azurblått fält framträder en cirkel med tolv guldfärgade stjärnor vars spetsar inte berör varandra. | „ |
| – Heraldisk beskrivning av europeiska flaggan | |   |

### Geometrisk beskrivning

Flaggans geometriska proportioner.

Den geometriska beskrivningen av flaggan är en exakt beskrivning av flaggans utformning och proportioner. Flaggans längd ska enligt denna beskrivning vara en och en halv gång längre än flaggans höjd, vilket proportionerna 2:3. De tolv guldfärgade stjärnorna ska vara placerade symmetriskt i en osynlig cirkel, vars mittpunkt ska vara skärningspunkten mellan flaggans diagonaler. Cirkelns radie ska motsvara en tredjedel av flaggans höjd. Stjärnorna ska vara symmetriskt femuddiga och tangera omkretsen på en osynlig cirkel vars radie ska vara en artondel av flaggans höjd. Samtliga stjärnor ska vara stående, alltså med en spets riktad uppåt, i samma riktning som flaggstången. Stjärnornas positioner på flaggan ska motsvara timstrecken på en klocka.

### Färgsättning
Flaggan består av två olika färger, gult och blått, vars färgkoder har definierats i flera olika färgsystem:
|      | Blå                                     | Gult                 |
| ---- | --------------------------------------- | -------------------- |
| RGB  | (0,51,153)                              | (255,204,0)          |
| Hex  | 003399                                  | FFCC00               |
| PMS  | Reflex Blue                             | Yellow               |
| CMYK | 100 % Process Cyan 80 % Process Magenta | 100 % Process Yellow |

### Cirkeln av stjärnor

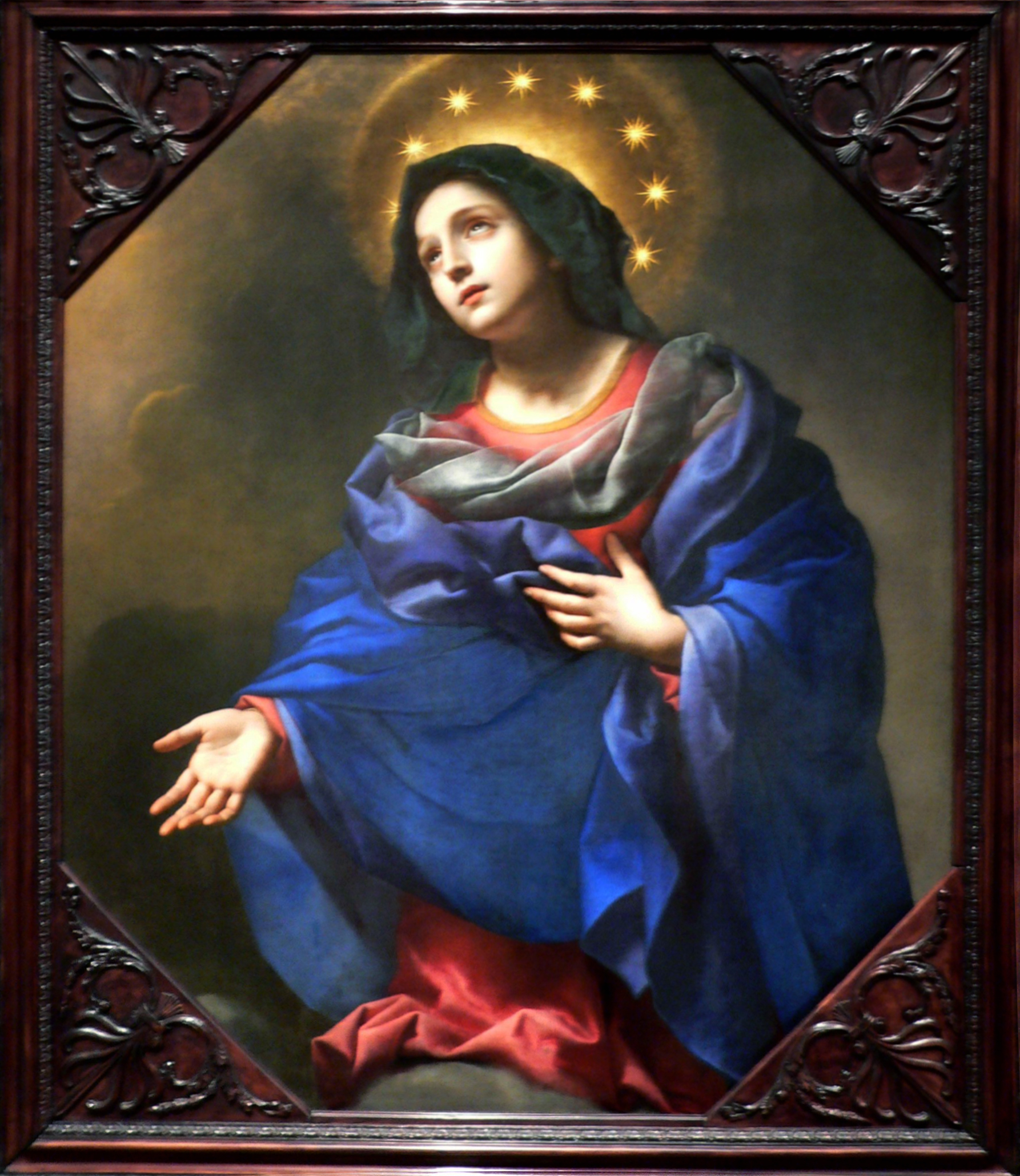
En avbildning av Jungfru Maria med en gloria som liknar det europeiska emblemet.

Flaggans centrala kännetecken är dess cirkel av tolv gula, femuddiga stjärnor. Stjärnorna symboliserar solidaritet och harmoni mellan Europas folk. Antalet stjärnor – tolv – är enligt tradition en symbol för fulländning, helhet och enhet.
En vanlig missuppfattning är antalet stjärnor skulle vara relaterat till antalet medlemsstater i Europeiska unionen vid någon tidpunkt. Enligt denna uppfattning skulle antalet stjärnor ha behövts uppdateras varje gång nya medlemsstater anslöt sig till unionen. Antalet stjärnor har dock aldrig representerat ett visst antal medlemsstater och flaggans utformning bestämdes långt innan den ens blev en symbol för unionen.
Däremot fanns det ursprungligen ett förslag på 1950-talet om att ha femton stjärnor på flaggan, en för varje dåvarande medlemsstat i Europarådet. Men Frankrike och Västtyskland kunde inte enas om huruvida det omstridda området Saarland skulle vara representerat med en egen stjärna eller inte eftersom dess regionala suveränitet var kontroversiell. Istället fastställdes antalet stjärnor till tolv som en symbol för fulländning, helhet och enhet och utan några kopplingar till antalet medlemsstater.
Arsène Heitz, som var en av upphovsmännen bakom flaggan, uppgav 1987 att cirkeln av stjärnor hade inspirerats av en passage i bibeln, där en krona av tolv stjärnor beskrivs. Detta påstående tillbakavisades dock av Paul M. G. Lévy, som var chef för den enhet inom Europarådet som på 1950-talet ansvarade för utarbetandet av flaggan. Han menade att Heitz ursprungliga förslag hade omfattat femton stjärnor och att förslaget med tolv stjärnor tillkom i ett senare skede utan Heitz medverkan. Likheterna med kristen symbolik var enligt honom en ren tillfällighet.

### Felaktig utformning
Det förekommer flera vanliga varianter av europeiska flaggan som är felaktigt utformade. Det vanligaste felet är att flaggan hissas upp och ner, med stjärnornas spetsar riktade neråt istället för uppåt.

Den officiella utformningen av flaggan.
Flaggan är upp och ner, med stjärnornas spetsar pekande neråt istället för uppåt.
Stjärnorna pekar åt fel håll, med stjärnornas spetsar pekande utåt från flaggans mittpunkt istället för uppåt.
Stjärnorna är placerade fel; deras placering ska motsvara timstrecken på en klocka.

## Användning

En typisk gränsskylt med flaggan inom Schengenområdet.

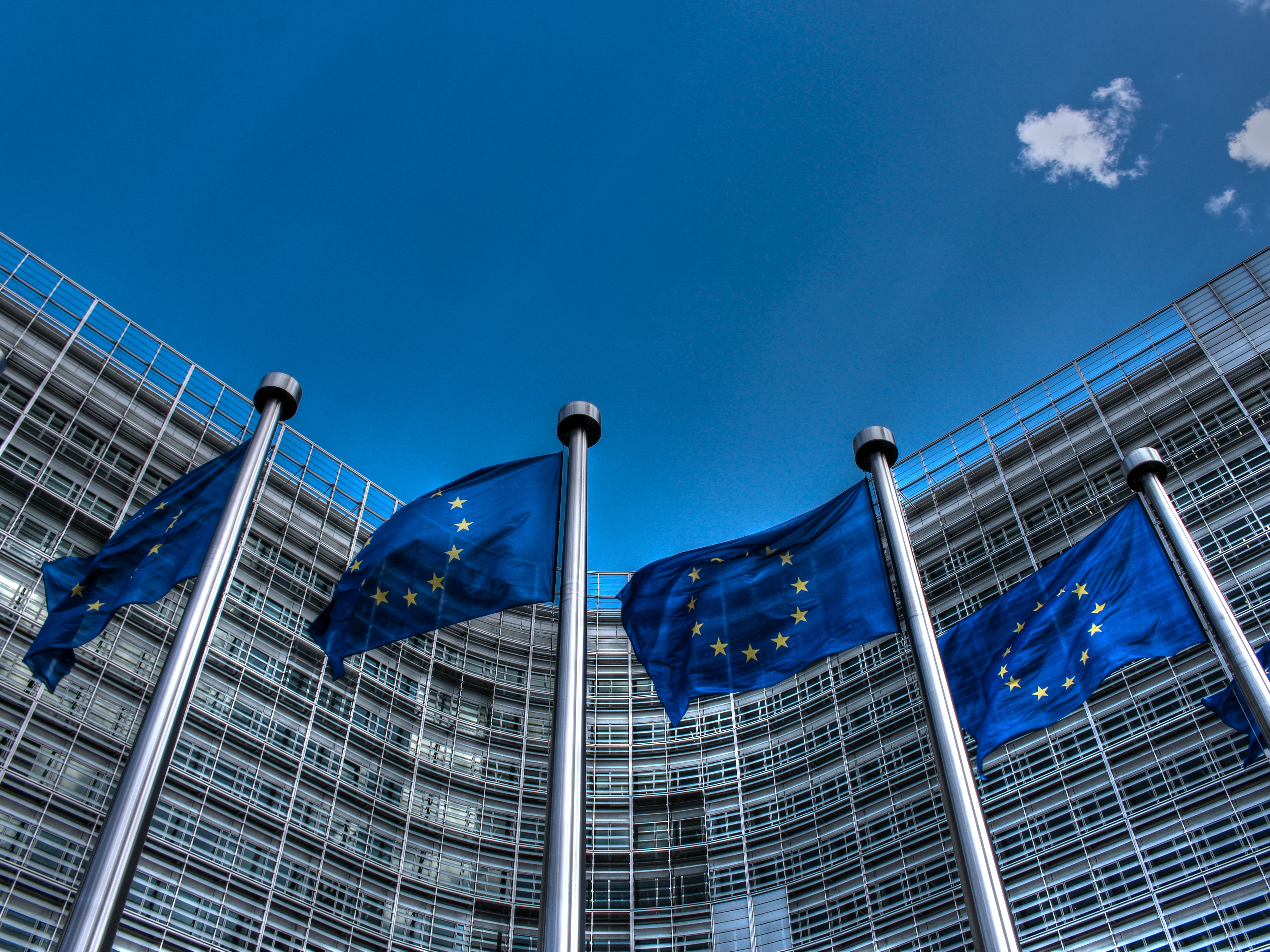
Europeiska flaggan utanför Berlaymontbyggnaden i Bryssel, Belgien.

Europeiska flaggan används av Europarådet sedan mitten av 1950-talet och Europeiska gemenskaperna, sedermera Europeiska unionen, sedan mitten av 1980-talet. Flaggan återfinns vanligtvis utanför officiella byggnader tillhörande dessa organisationer, och på deras webbsidor och i diverse trycksaker. Flera av institutionerna har också integrerat det europeiska emblemet med de tolv stjärnorna i sina logotyper. I Europaparlamentet återfinns flaggan i varje sammanträdesrum och används alltid vid dess officiella arrangemang. Flaggan pryder även bland annat unionens första gemensamma uniform, som används av Frontex, sedan januari 2021, och alla nya nationella identitetskort sedan augusti 2021.
Enligt en överenskommelse mellan Europarådet och Europeiska unionen får flaggan även användas av tredje parter. Dock får flaggan aldrig ge intryck av att det finns ett samband mellan användaren och de europeiska institutionerna. Den får inte heller användas på ett sätt som går emot Europarådets eller Europeiska unionens syften och principer.
Inom Europeiska unionen används flaggan ofta på nationell och regional nivå jämte nationella och regionala flaggor vid officiella byggnader. Förekomsten varierar dock stort mellan medlemsstaterna. De protokollära bestämmelserna för användningen av flaggan i officiella sammanhang varierar också stort. I vissa medlemsstater, till exempel Italien, är det enligt lag obligatoriskt att hissa flaggan vid officiella besök och vid offentliga byggnader. I andra medlemsstater, till exempel Finland, saknas det helt nationella föreskrifter om hur flaggan ska användas, även om den rekommenderas att hissas vid till exempel Europadagen.
Flaggan används även av pro-europeiska och federalistiska rörelser samt av demokratirörelser i bland annat Georgien, Moldavien, Ukraina och på Västra Balkan som en symbol för europeisk integration. Därutöver används den i vissa sportsammanhang då Europa är representerat som ett enda lag, till exempel i Ryder Cup.

### Flaggning vid Europadagen
Vid Europadagen är det vanligt att europeiska flaggan hissas utanför offentliga byggnader. Europadagen firas den 9 maj inom Europeiska unionen och den 5 maj i övriga medlemsstater i Europarådet.

## Varianter

Europarådets modifierade logotyp, som används sedan 2013.

Västeuropeiska unionens flagga hade flera likheter med europeiska flaggan.

Under 2013 antog Europarådet en uppdaterad version av sin flagga för att urskilja den från europeiska flaggan, som hade blivit alltmer förknippad med Europeiska unionen. Flaggan liknar europeiska flaggan, men med en mindre cirkel av stjärnor och ett vitt e som går i en spiral ut från flaggans mittpunkt. Den nya flaggan har också en något annorlunda färgsättning.

### Inspiration för andra flaggor
Europeiska flaggan har varit till inspiration för flera andra flaggor i Europa, däribland Västeuropeiska unionens flagga och nationsflaggorna för Bosnien och Hercegovina och Kosovo.
Västeuropeiska unionens flagga antogs 1993 med europeiska flaggan som inspiration. Flaggan bestod ursprungligen av en halvcirkel av nio olika stora gula stjärnor, en för varje medlemsstat, och med organisationens initialer WEU och UEO i vitt på mitten av flaggan. I samband med Greklands anslutning till unionen 1995 utökades antalet stjärnor till tio och de gjordes lika stora. Flaggan har inte använts sedan 2011 då unionen upplöstes.
Bosnien och Hercegovinas flagga har en liknande färgsättning som europeiska flaggan med en gul triangel på blå botten och en vinklad rad av vita stjärnor. Flaggan antogs på initiativ av Carlos Westendorp, dåvarande hög representant i Bosnien och Hercegovina, efter att det nationella parlamentet misslyckades med att enas om en flagga. Bortsett från färgsättningen har flaggan inga historiska eller andra kopplingar till Bosnien och Hercegovina, och dess användning är ytterst begränsad i till exempel Republika Srpska.
Även Kosovos flagga delar flera gemensamma drag med europeiska flaggan, både vad gäller färgsättning och inslaget av stjärnor.